# Charles Band
Charles Robert Band (Los Angeles 27 de desembre de 1951) és un productor i director de cinema nord-americà, conegut pel seu treball en pel·lícules de comèdia de terror. És fill del director i productor Albert Band, i germà del compositor Richard. L'avi de Band era l'artista Max Band. Amb la seva antiga dona Meda, Band va tenir dos fills, Alex, el vocalista de la banda The Calling, i Taryn. Va tenir dos fills amb la seva antiga dona Debra Dion.

## Carrera
Band va entrar a la producció cinematogràfica a la dècada de 1970 amb Charles Band Productions. Insatisfet amb el maneig dels distribuïdors de les seves pel·lícules, va formar Empire Pictures el 1983. En el seu apogeu, Empire estrenava una mitjana de dues pel·lícules al mes, una en cinema i una altra en vídeo domèstic. Les pel·lícules llançades per Empire incloïen Ghoulies i Ghoulies II, i el clàssic de culte Re-Animator.
Empire va plegar el 1988, a causa de dificultats financeres. Band fundaria Full Moon Productions el mateix any. Els llançaments de Full Moon inclouen les sèries Puppet Master i Subspecies. El segell familiar de Full Moon, Moonbeam Entertainment, va llançar la trilogia Prehisteria!.

## Filmografia

### Com a director
- Last Foxtrot in Burbank (1973, com Carlo Bokino)
- Crash! (1977)
- Parasite (1982)
- Metalstorm: The Destruction of Jared-Syn (1983)
- The Alchemist (1983, com James Amante)
- Ragewar (1984, segment "Heavy Metal")
- Trancers (1985)
- Pulse Pounders (1988)
- Meridian: Kiss of the Beast (1990)
- Crash and Burn (1990)
- Trancers II (1991)
- Doctor Mordrid (1992)
- Prehysteria! (1993)
- Dollman vs. Demonic Toys (1993)
- Head of the Family (1996, com Robert Talbot)
- Mystery Monsters (1997, com Robert Talbot)
- Monstruós (1997)
- La rebel·lió dels monstres (1997)
- Blood Dolls (1999)
- NoAngels.com (2000)
- Full Moon Fright Night (2002, sèrie de televisió)
- Puppet Master: The Legacy (2003)
- Dr. Moreau's House of Pain (2004)
- Decadent Evil Dead (2005)
- Doll Graveyard (2005)
- The Gingerdead Man (2005)
- Petrified (2006)
- Evil Bong (2006)
- The Haunted Casino (2007)
- Decadent Evil Dead II (2007)
- Dangerous Chucky Dolls (2008)
- Evil Bong II: King Bong (2009)
- Skull Heads (2009, vídeo)
- Evil Bong 3-D: The Wrath of Bong (2011)
- Killer Eye: Halloween Haunt (2011)
- DevilDolls (2012)
- The Dead Want Women (2012)
- Puppet Master X: Axis Rising (2012)
- Ooga Booga (2013)
- Blood of 1000 Virgins (2013, documental)
- Nazithon: Decadence and Destruction (2013, documental)
- Unlucky Charms (2013)
- Bada$$ Mothaf**kas (2013, documental)
- Gingerdead Man vs. Evil Bong (2013)
- The Haunted Dollhouse (2013)
- Trophy Heads (2014)
- Evil Bong 420 (2015)
- Kings of Cult (2015, documental)
- Evil Bong: High 5 (2016)
- Ravenwolf Towers: The Feature (2016, vídeo)
- Ravenwolf Towers (2016, sèrie de televisió)
- Fists of Fury (2016)
- Evil Bong 666 (2017)
- Puppet Master: Axis Termination (2017)
- Evil Bong 777 (2018)
- Puppet Master: Blitzkrieg Massacre ''as Robert Talbot'' (2018)
- Bunker of Blood: Chapter 2 - Deadly Dolls: Deepest Cuts (2018, vídeo)
- Death Heads: Brain Drain (2018, vídeo)
- Vampire Slaughter: Eaten Alive (2018, vídeo)
- Bunker of Blood: Chapter 6: Zombie Lust: Night Flesh (2018, vídeo)
- Bunker of Blood: Chapter 8: Butcher's Bake Off: Hell's Kitchen (2018, vídeo)
- Corona Zombies (2020, vídeo)
- Barbie & Kendra Save the Tiger King (2020, vídeo)
- Barbie & Kendra Storm Area 51 (2020)
- Evil Bong 888: Infinity High (2022)

## Pel·lícules de Full Moon

### Charles Band Productions
- Last Foxtrot in Burbank (1973)
- Mansion of the Doomed (1975)
- Cinderella (1977)
- Crash! (1977)
- End of the World (1977)
- Auditions (1978)
- Laserblast (1978)
- Fairy Tales (1979)
- Tourist Trap (1979)
- The Day Time Ended (1980)
- The Best of Sex and Violence (1980)
- Famous T&A (1982)
- Parasite (1982)
- Metalstorm: The Destruction of Jared-Syn (1983)
- Filmgore (1983)
- Walking the Edge (1985)

### Empire
- The Alchemist (1983)
- The Dungeonmaster (1984)
- Ghost Warrior (1984)
- Trancers (1984)
- Ghoulies (1985)
- Re-Animator (1985)
- Savage Island (1985)
- Underworld (1985)
- Walking the Edge (1985)
- Zone Troopers (1985)
- Breeders (1986)
- Crawlspace (1986)
- Dreamaniac (1986)
- Eliminators (1986)
- From Beyond (1986)
- Necropolis (1986)
- Rawhead Rex (1986)
- Robot Holocaust (1986)
- Troll (1986)
- TerrorVision (1986)
- Vicious Lips (1986)
- The Caller (1987)
- Creepozoids (1987)
- Dolls (1987)
- Enemy Territory (1987)
- Mutant Hunt (1987)
- The Princess Academy (1987)
- Ghoulies II (1987)
- Prison (1987)
- Valet Girls (1987)
- Assault of the Killer Bimbos (1988)
- Buy & Cell (1988)
- Catacombs (1988)
- Cellar Dweller (1988)
- Ghost Town (1988)
- Pulse Pounders (1988)
- Sorority Babes in the Slimeball Bowl-O-Rama (1988)
- Transformations (1988)
- Arena (1989)
- Deadly Weapon (1989)
- Intruder (1989)
- Robot Jox (1989)
- Spellcaster (1991)

### Full Moon
Puppet Master

### Pulp Fantasy
- Head of the Family (1996)
- The Killer Eye (1998)
- Killer Eye: Halloween Haunt (2011)

### Action Xtreme
- Alien Arsenal (1999)
- Murdercycle (1999)

### Filmonsters!
- Frankenstein Reborn! (1998)
- The Werewolf Reborn! (1998)

### Alchemy Entertainment/Big City Pictures
- Ragdoll (1999)
- The Horrible Dr. Bones (2000)
- Killjoy (2000)
- The Vault (2001)
- Cryptz (2002)
- Killjoy 2: Deliverance from Evil (2002)